# Looking Glass (EP)
"Looking Glass" es un Sencillo/EP de la banda canadiense de synth rock The Birthday Massacre. A diferencia "Red Stars", el sencillo anterior que fue lanzado de forma digital a través de iTunes, Looking Glass EP fue un lanzamiento físico.
Es el segundo sencillo extraído de su segundo álbum Walking with Strangers. Es también la cuarta canción en tener un video musical.
Además de la canción que da nombre al EP, este lanzamiento incluye los remixes de las canciones "Red Stars", "Weekend" y "Falling Down". Contiene también dos nuevas canciones: "I Think We're Alone Now", una versión de la canción originalmente grabada por Tommy James and the Shondells, popularizada a finales de los años 1980 por Tiffany, y "Shiver". Incluye a su vez el tema ambiental "Nowhere" el cual es una regrabación de "The Night Loop" (la música de fondo del sitio web de la banda). Por último, el EP contiene el vídeo musical del tema "Looking Glass" en formato QuickTime.

## Lista de canciones
| N.º | Título                                                             | Duración |  |
| 1.  | «Looking Glass» (Versión sencillo)                                 | 4:31     |  |
| 2.  | «Falling Down» (Crawling Pulse Mix por theSTART)                   | 4:17     |  |
| 3.  | «Shiver»                                                           | 3:03     |  |
| 4.  | «Red Stars» (Lukewarm Lover Mix por Il Attire)                     | 3:37     |  |
| 5.  | «Nowhere»                                                          | 2:05     |  |
| 6.  | «Red Stars» (Space Lab Mix por Dean Garcia)                        | 6:55     |  |
| 7.  | «Weekend» (NYC 77 Mix por Dave Ogilvie / Matthew Moldowan)         | 4:03     |  |
| 8.  | «I Think We're Alone Now» (cover de Tommy James and the Shondells) | 3:57     |  |
| 9.  | «Looking Glass» (video formato QuickTime)                          | 4:37     |  |

## Créditos
- Chibi – voz
- Rainbow – guitarra rítmica, voces adicionales, sintetizadores, percusiones programadas
- Michael Falcore – guitarra líder, sintetizadores, percusiones programadas
- O.E. –  bajo, voces adicionales
- Rhim –  batería
- Owen –  teclados

## Posición en listas
| Listas (2008)         | Posición |
| --------------------- | -------- |
| Top Electronic Albums | 24       |